# Seaborgio
El seaborgio es un elemento químico de la tabla periódica cuyo símbolo es Sg y su número atómico es 106. Es un elemento sintético cuyo isótopo más estable es el 271Sg que tiene una vida media de 2,4 minutos. Su naturaleza química es similar a la del wolframio.

## Historia
El elemento 106 fue descubierto casi simultáneamente por dos laboratorios. En junio de 1974, un grupo de investigadores estadounidenses liderado por Albert Ghiorso en el laboratorio Lawrence Berkeley de la Universidad de California, Berkeley reportó la creación de un isótopo de número de masa 263 y una vida media de 1,0 s. En septiembre de 1974, un equipo soviético liderado por Georgii Flerov en el Instituto Conjunto para la Investigación Nuclear en Dubna reportó que había producido un isótopo de número de masa 259 y una vida media de 0,48 s.
Debido a que el trabajo del equipo estadounidense fue confirmado por un grupo independiente primero, estos sugirieron el nombre de seaborgio en honor al químico estadounidense Glenn T. Seaborg destacado miembro del equipo estadounidense junto con Albert Ghiorso, J. M. Nitschke, José R. Alonso, C. T. Alonso, Matti Nurmia, E. Kenneth Hulet, y R. W. Lougheed en reconocimiento a su participación en el descubrimiento de varios actínidos. El nombre seleccionado por los investigadores fue motivo de controversia. Un comité internacional decidió en 1992 que los laboratorios de Berkeley y Dubna deberían compartir el crédito por el descubrimiento.
Surgió una controversia como consecuencia de que la IUPAC adoptó el nombre unnilhexio (símbolo Unh) de manera temporal, según la denominación sistemática de elementos. En 1994 un comité de la IUPAC recomendó que el elemento 106 fuese nombrado rutherfordio y adoptó la regla de que ningún elemento podría ser nombrado en honor a una persona viva. Esta decisión fue duramente criticada por la American Chemical Society. Los críticos hicieron notar que ya existía un precedente ya que el elemento einstenio fue nombrado así durante la vida de Albert Einstein. En 1997 el nombre seaborgio fue reconocido internacionalmente para el elemento 106, como parte de un compromiso sobre los nombres de los elementos del 104 a 108.

## Isótopos
Existen 12 isótopos conocidos del seaborgio, el de mayor vida media es el 271Sg que decae por desintegración alfa y fisión espontánea. Tiene una vida media de 2,4 minutos. El isótopo encontrado de menor vida media es el 258Sg que también sufre desintegración alfa y fisión espontánea. Su vida media es de 2,9 ms.
Los elementos superpesados como el seaborgio se producen bombardeando elementos más ligeros en aceleradores de partículas que inducen reacciones de fusión. Mientras que la mayoría de los isótopos de seaborgio se pueden sintetizar directamente de esta manera, algunos más pesados solo se han observado como productos de descomposición de elementos con números atómicos más altos.
Dependiendo de las energías involucradas, las reacciones de fusión que generan elementos superpesados se separan en "calientes" y "frías". En las reacciones de fusión en caliente, los proyectiles muy ligeros y de alta energía se aceleran hacia objetivos muy pesados (actínidos), lo que da lugar a núcleos compuestos con alta energía de excitación (~40–50 MeV) que pueden fisionarse o evaporarse varios (3 a 5) neutrones. En las reacciones de fusión en frío, los núcleos fusionados producidos tienen una energía de excitación relativamente baja (~10–20 MeV), lo que disminuye la probabilidad de que estos productos sufran reacciones de fisión. A medida que los núcleos fusionados se enfrían hasta el estado fundamental, requieren la emisión de solo uno o dos neutrones y, por lo tanto, permiten la generación de más productos ricos en neutrones. Este último es un concepto distinto de aquel en el que la fusión nuclear pretendía lograrse en condiciones de temperatura ambiente (ver fusión fría).
El seaborgio no tiene isótopos estables o naturales. Se han sintetizado varios isótopos radiactivos en el laboratorio, ya sea mediante la fusión de dos átomos o mediante la observación de la descomposición de elementos más pesados. Se han informado doce isótopos diferentes de seaborgio con masas atómicas 258–267, 269 y 271, tres de los cuales, seaborgio-261, 263 y 265, tienen estados metaestables conocidos. Todos estos decaen solo a través de la desintegración alfa y la fisión espontánea, con la única excepción del seaborgio-261 que también puede sufrir captura de electrones en dubnio-261.
Existe una tendencia hacia el aumento de la vida media de los isótopos más pesados; por lo tanto, los tres isótopos más pesados conocidos, 267Sg, 269Sg y 271Sg, también son los más longevos, con vidas medias en minutos. Se predice que algunos otros isótopos en esta región tendrán vidas medias comparables o incluso más largas. Además, 263Sg, 265Sg y 265mSg tienen vidas medias medidas en segundos. Todos los isótopos restantes tienen vidas medias medidas en milisegundos, con la excepción del isótopo de vida más corta, 261 mSg, con una vida media de solo 92 microsegundos.
Los isótopos ricos en protones de 258Sg a 261Sg se produjeron directamente por fusión en frío; todos los isótopos más pesados se produjeron a partir de la desintegración alfa repetida de los elementos más pesados hassium, darmstadtium y flerovium, con la excepción de los isótopos 263mSg, 264Sg, 265Sg y 265mSg, que se produjeron directamente por fusión en caliente a través de la irradiación de objetivos de actínidos. Los doce isótopos de seaborgio tienen vidas medias que van desde 92 microsegundos para 261 mSg hasta 14 minutos para 269 Sg.
| Isótopo | Vida media | Modo de decaimiento | Año de descubrimiento | Reacción       |
| ------- | ---------- | ------------------- | --------------------- | -------------- |
| 258Sg   | 3 ms       | SF                  | 1994                  | 209Bi(51V,2n)  |
| 259Sg   | 600 ms     | α                   | 1985                  | 207Pb(54Cr,2n) |
| 260Sg   | 4 ms       | SF, α               | 1985                  | 208Pb(54Cr,2n) |
| 261Sg   | 200 ms     | α, EC, SF           | 1985                  | 208Pb(54Cr,n)  |
| 261mSg  | 92 μs      | IT                  | 2009                  | 208Pb(54Cr,n)  |
| 262Sg   | 7 ms       | SF, α               | 2001                  | 270Ds(—,2α)    |
| 263Sg   | 1 s        | α                   | 1994                  | 271Ds(—,2α)    |
| 263mSg  | 120 ms     | α, SF               | 1974                  | 249Cf(18O,4n)  |
| 264Sg   | 37 ms      | SF                  | 2006                  | 238U(34Si,4n)  |
| 265Sg   | 8 s        | α                   | 1993                  | 248Cm(22Ne,5n) |
| 265mSg  | 16.2 s     | α                   | 1993                  | 248Cm(22Ne,5n) |
| 266Sg   | 360 ms     | SF                  | 2004                  | 270Hs(—,α)     |
| 267Sg   | 1.4 min    | SF, α               | 2004                  | 271Hs(—,α)     |
| 269Sg   | 14 min     | α                   | 2010                  | 285Fl(—,4α)    |
| 271Sg   | 2.4 min    | α                   | 2003                  | 287Fl(—,4α)    |

## Propiedades predichas
Se han podido determinar muy pocas propiedades del Seaborgio o sus compuestos. Esto se debe a su producción extremadamente limitada y costosa y al hecho de que el seaborgio (y sus antecesores) decaen muy rápidamente. Se han determinado algunas propiedades singulares relacionadas con la química, pero las propiedades del seaborgio como metal siguen siendo desconocidas y solo hay disponibles predicciones.

### Características físicas
Se espera que el seaborgio sea sólido en condiciones normales y asuma una estructura cristalina cúbica centrado en el cuerpo, similar a su más ligero congénere el tungsteno ( también llamado wolframio). Las primeras predicciones estimaron que debería ser un metal muy pesado con una densidad alrededor de 35.0 g/cm3, pero cálculos en 2011 y 2013 predijeron un valor algo más bajo de 23–24 g/cm3.

### Características químicas
El seaborgio es el cuarto miembro de la serie 6d de metales de transición y el miembro más pesado del  grupo 6 en la tabla periódica, a continuación del cromo, molibdeno y tungsteno. Todos los miembros del grupo forman una diversidad de oxoaniones. Muestran fácilmente su estado de oxidación grupal de +6, aunque esta situación es altamente oxidante en el caso del cromo, y este estado se vuelve cada vez más estable para la reducción a medida que el grupo desciende: de hecho, el tungsteno es el último de los metales de transición 5d donde Los cuatro electrones 5d participan en un enlace metálico. Como tal, el seaborgio debe tener +6 como su estado de oxidación más estable, tanto en fase gaseosa como en solución acuosa, y este es el único estado de oxidación que se conoce experimentalmente; Los estados +5 y +4 deberían ser menos estables, y el estado +3, el más común para el cromo, sería el menos estable para el seaborgio.
Esta estabilización del estado de oxidación más alto ocurre en los primeros elementos 6d debido a la similitud entre las energías de los orbitales 6d y 7s, ya que los orbitales 7s se estabilizan relativísticamente y los orbitales 6D están desestabilizados relativísticamente. Este efecto es tan grande en el séptimo período que se espera que el seaborgio pierda sus electrones 6d antes de sus electrones 7s (SG,[Rn]5f146d47s2;Sg+,[Rn]5f146d37s2;Sg2+,[Rn]5f14 6d37s1;Sg4+,[Rn]5f146d2;Sg6+,[Rn]5f14). Debido a la gran desestabilización del orbital 7s, SgIV debería ser aún más inestable que WIV y debería ser oxidado muy fácilmente a SgVI . El radio iónico predicho del ion hexacoordinado Sg6+ es 65 pm, mientras que el radio atómico predicho del seaborgio es 128 pm. Sin embargo, se espera que la estabilidad del estado de oxidación más alto disminuya ya que LrIII > RfIV > DbV> Sg VI. Algunos potenciales de reducción para iones de seaborgio en solución ácida acuosa estimados son los siguientes:
| 2 SgO3 + 2 H+ + 2 e− | Sg2O5 + H2O  | E0 = −0.046 V |
| Sg2O5 + 2 H+ + 2 e−  | 2 SgO2 + H2O | E0 = +0.11 V  |
| SgO2 + 4 H+ + e−     | Sg3+ + 2 H2O | E0 = −1.34 V  |
| Sg3+ + e−            | Sg2+         | E0 = −0.11 V  |
| Sg3+ + 3 e−          | Sg           | E0 = +0.27 V  |
El seaborgio debe formar un hexafluoruro (SgF6) muy volátil, así como moderadamente volátiles hexacloruro (SGCl6), pentacloruro (SgCl5), y oxicloruros SgO2Cl2 y SgOCl4. Se espera que el  SgO2Cl2  sea el más estable de los oxicloruros de seaborgio y sea el menos volátil de los oxicloruros del Grupo 6, con la secuencia MoO2Cl2 > WO2Cl2 > SgO2Cl2. Los compuestos volátiles de seaborgio(VI) SgCl6 y SgOCl4 se espera que sean inestables para descomposición a los compuestos de seaborgio(V) a altas temperaturas, como el  MOCl6 y MoOCl4. Esto no debería suceder para SgO2Cl2 debido a la brecha de energía mucho más alta entre la órbita ocupada más alta y la órbita desocupada más baja, a pesar de las fortalezas similares del enlace Sg-Cl (de manera similar al molibdeno y al tungsteno).
El molibdeno y el tungsteno son muy similares entre sí y muestran diferencias importantes con el cromo, que es más pequeño, y se espera que el seaborgio siga la química del tungsteno y el molibdeno bastante de cerca, formando una variedad aún mayor de oxoaniones, el más simple entre ellos el seaborgiato, SgO4 2-, que se formaría a partir de la hidrólisis rápida de Sg(H2O)6 6+, aunque esto tendría lugar menos fácilmente que con molibdeno y tungsteno, como se espera por el mayor tamaño del seaborgio. El seaborgio debe hidrolizarse menos fácilmente que el tungsteno en ácido fluorhídrico a bajas concentraciones, pero más fácilmente a altas concentraciones, también formando complejos como SgO3F- y SgOF5 -: la formación compleja compite con la hidrólisis al ácido fluorhídrico.